# جيمس هاغرتي
جيمس هاغرتي (بالإنجليزية: James Hagerty) (و. 1909 – 1981 م) هو صحفي من الولايات المتحدة الأمريكية. تولى منصب السكرتير الصحفي للبيت الأبيض.

## روابط خارجية
- جيمس هاغرتي على موقع مونزينجر (الألمانية)
- جيمس هاغرتي على موقع إن إن دي بي (الإنجليزية)